# Zapasy na Letnich Igrzyskach Olimpijskich 1988 – kategoria do 82 kg w stylu klasycznym
Zmagania mężczyzn do 82 kg to jedna z dziesięciu męskich konkurencji w zapasach w stylu klasycznym rozgrywanych podczas Letnich Igrzysk Olimpijskich 1988. Pojedynki w tej kategorii wagowej odbyły się w dniach 20 – 22 września.

## Klasyfikacja[1]
| Pozycja | Nazwisko                     | Kraj              |
| ------- | ---------------------------- | ----------------- |
| 1       | Michaił Mamiaszwili          | ZSRR              |
| 2       | Tibor Komáromi               | Węgry             |
| 3       | Kim Sang-gyu                 | Korea Południowa  |
| 4       | Stig Kleven                  | Norwegia          |
| 5       | Goran Kasum                  | Jugosławia        |
| 6       | Magnus Fredriksson           | Szwecja           |
| 7       | John Morgan                  | Stany Zjednoczone |
| 8       | Bogdan Daras                 | Polska            |
| 9       | Maik Bullmann                | NRD               |
| 9       | Roger Gößner                 | RFN               |
| 9       | Timo Niemi                   | Finlandia         |
| 12      | Angeł Stojkow                | Bułgaria          |
| 13      | Mustafa Abd al-Haris Ramadan | Egipt             |
| 13      | Takahiro Mukai               | Japonia           |
| 15      | Barthelémy N'To              | Kamerun           |
| 15      | Mahdi Moradi Gandże          | Iran              |
| 15      | Ernesto Razzino              | Włochy            |
| 18      | Oumar N’Gom                  | Senegal           |
| 19      | Daniel Iglesias              | Argentyna         |
| 19      | Ubaldo Rodríguez             | Portoryko         |
| 19      | Pavel Frinta                 | Czechosłowacja    |

## Zasady
Uczestnicy zostali podzieleni na dwie grupy. Zawodnik który przegrał dwie walki odpadł z dalszej rywalizacji.
- TF — Łopatki
- SO — Przewaga (12-14 punktów różnicy, pokonany bez punktów)
- ST — Przewaga (15 punktów różnicy, przewaga techniczna)
- PP — Na punkty (Pokonany zdobył punkty)
- PO — Na punkty (Pokonany bez punktów)
- P0 — Pasywność (Bez punktów)
- P1 — Pasywność (Przy prowadzeniu różnicą 1-11 punktów)
- DQ — Dyskwalifikacja/Walkower
- DNA  — Zawodnik nie przystąpił do walki

## Wyniki

### Rundy eliminacyjne

#### Grupa A
| Liczba porażek | Zawodnik                     | Wynik    | Czas/Punkty | Zawodnik                     | Liczba porażek |         |
| Runda 1        | Runda 1                      | Runda 1  | Runda 1     | Runda 1                      | Runda 1        | Runda 1 |
| -------------- | ---------------------------- | -------- | ----------- | ---------------------------- | -------------- | ------- |
| 1              | Roger Gößner                 | 0-3 P1   | 6:00        | Tibor Komáromi               | 0              |         |
| 1              | Pavel Frinta                 | 0-4 TF   | 1:04        | John Morgan                  | 0              |         |
| 1              | Barthelémy N'To              | 0-4 TF   | 2:52        | Mustafa Abd al-Haris Ramadan | 0              |         |
| 0              | Angeł Stojkow                | 3.5-0 SO | 14-0        | Mahdi Moradi Gandże          | 1              |         |
| 1              | Magnus Fredriksson           | 1-3 PP   | 1-3         | Stig Kleven                  | 0              |         |
| 0              | Oumar N’Gom                  |          |             | Bez walki                    |                |         |
| Runda 2        |                              |          |             |                              |                |         |
| 1              | Oumar N’Gom                  | 0-4 TF   | 1:06        | Roger Gößner                 | 1              |         |
| 0              | Tibor Komáromi               | 4-0 DQ   | 5:16        | Pavel Frinta                 | 2              |         |
| 0              | John Morgan                  | 4-0 DQ   | 5:50        | Barthelémy N'To              | 2              |         |
| 1              | Mustafa Abd al-Haris Ramadan | 0-3 P1   | 2:50        | Angeł Stojkow                | 0              |         |
| 2              | Mahdi Moradi Gandże          | 0-3 P1   | 5:13        | Magnus Fredriksson           | 1              |         |
| 0              | Stig Kleven                  |          |             | Bez walki                    |                |         |
| Runda 3        |                              |          |             |                              |                |         |
| 1              | Stig Kleven                  | 0-3 P1   | 5:36        | Roger Gößner                 | 1              |         |
| 0              | Tibor Komáromi               | 4-0 ST   | 17-0        | Mustafa Abd al-Haris Ramadan | 2              |         |
| 1              | John Morgan                  | 0-0 DQ   | 5:48        | Angeł Stojkow                | 1              |         |
| 1              | Magnus Fredriksson           |          |             | Bez walki                    |                |         |
| 1              | Oumar N’Gom                  | DNA      |             |                              |                |         |
| Runda 4        |                              |          |             |                              |                |         |
| 1              | Magnus Fredriksson           | 3-1 PP   | 3-1         | Roger Gößner                 | 2              |         |
| 1              | Stig Kleven                  | 3-1 PP   | 3-2         | John Morgan                  | 2              |         |
| 0              | Tibor Komáromi               | 3-1 PP   | 6-1         | Angeł Stojkow                | 2              |         |
| Runda 5        |                              |          |             |                              |                |         |
| 2              | Magnus Fredriksson           | 0-3 P1   | 4:55        | Tibor Komáromi               | 0              |         |
| 1              | Stig Kleven                  |          |             | Bez walki                    |                |         |
| Runda 6        |                              |          |             |                              |                |         |
| 2              | Stig Kleven                  | 0-3 PO   | 0-10        | Tibor Komáromi               | 0              |         |

#### Klasyfikacja
| Zawodnik                     | Przegrane | Runda | Punkty |
| ---------------------------- | --------- | ----- | ------ |
| Tibor Komáromi               | 0         | -     | 20     |
| Stig Kleven                  | 2         | 6     | 6      |
| Magnus Fredriksson           | 2         | 5     | 7      |
| John Morgan                  | 2         | 4     | 9      |
| Roger Gößner                 | 2         | 4     | 8      |
| Angeł Stojkow                | 2         | 4     | 7.5    |
| Mustafa Abd al-Haris Ramadan | 2         | 3     | 4      |
| Barthelémy N'To              | 2         | 2     | 0      |
| Mahdi Moradi Gandże          | 2         | 2     | 0      |
| Oumar N’Gom                  | 1         | 2     | 0      |
| Pavel Frinta                 | 2         | 2     | 0      |

#### Grupa B
| Liczba porażek | Zawodnik            | Wynik   | Czas/Punkty | Zawodnik            | Liczba porażek |         |
| Runda 1        | Runda 1             | Runda 1 | Runda 1     | Runda 1             | Runda 1        | Runda 1 |
| -------------- | ------------------- | ------- | ----------- | ------------------- | -------------- | ------- |
| 0              | Bogdan Daras        | 3-1 PP  | 3-2         | Ernesto Razzino     | 1              |         |
| 1              | Ubaldo Rodríguez    | 0-4 ST  | 0-15        | Michaił Mamiaszwili | 0              |         |
| 1              | Takahiro Mukai      | 0-3 PO  | 0-6         | Maik Bullmann       | 0              |         |
| 1              | Daniel Iglesias     | 0-4 ST  | 0-16        | Kim Sang-gyu        | 0              |         |
| 1              | Timo Niemi          | 0-3 P1  | 3:56        | Goran Kasum         | 0              |         |
| Runda 2        |                     |         |             |                     |                |         |
| 0              | Bogdan Daras        | 4-0 ST  | 17-1        | Ubaldo Rodríguez    | 2              |         |
| 2              | Ernesto Razzino     | 0-3 P1  | 4:10        | Michaił Mamiaszwili | 0              |         |
| 1              | Takahiro Mukai      | 4-0 ST  | 15-0        | Daniel Iglesias     | 2              |         |
| 1              | Maik Bullmann       | 1-3 PP  | 3-5         | Timo Niemi          | 1              |         |
| 0              | Kim Sang-gyu        | 3-0 PO  | 3-0         | Goran Kasum         | 1              |         |
| Runda 3        |                     |         |             |                     |                |         |
| 1              | Bogdan Daras        | 0-3 P1  | 5:16        | Michaił Mamiaszwili | 0              |         |
| 2              | Takahiro Mukai      | 1-3 PP  | 2-4         | Timo Niemi          | 1              |         |
| 1              | Maik Bullmann       | 3-1 PP  | 7-6         | Kim Sang-gyu        | 1              |         |
| 1              | Goran Kasum         |         |             | Bez walki           |                |         |
| Runda 4        |                     |         |             |                     |                |         |
| 1              | Goran Kasum         | 3-0 P1  | 5:18        | Bogdan Daras        | 2              |         |
| 0              | Michaił Mamiaszwili | 3-0 PO  | 11-0        | Maik Bullmann       | 2              |         |
| 1              | Kim Sang-gyu        | 3-1 PP  | 3-1         | Timo Niemi          | 2              |         |
| Runda 5        |                     |         |             |                     |                |         |
| 2              | Goran Kasum         | 1-3 PP  | 3-6         | Michaił Mamiaszwili | 0              |         |
| 1              | Kim Sang-gyu        |         |             | Bez walki           |                |         |
| Runda 6        |                     |         |             |                     |                |         |
| 2              | Kim Sang-gyu        | 0-3 PO  | 0-8         | Michaił Mamiaszwili | 0              |         |

#### Klasyfikacja
| Zawodnik            | Przegrane | Runda | Punkty |
| ------------------- | --------- | ----- | ------ |
| Michaił Mamiaszwili | 0         | -     | 19     |
| Kim Sang-gyu        | 2         | 6     | 11     |
| Goran Kasum         | 2         | 5     | 7      |
| Bogdan Daras        | 2         | 4     | 7      |
| Maik Bullmann       | 2         | 4     | 7      |
| Timo Niemi          | 2         | 4     | 7      |
| Takahiro Mukai      | 2         | 3     | 5      |
| Ernesto Razzino     | 2         | 2     | 1      |
| Daniel Iglesias     | 2         | 2     | 0      |
| Ubaldo Rodríguez    | 2         | 2     | 0      |

### Runda finałowa[14]
| Zawodnik                  | Wynik                 | Czas/Punkty           | Zawodnik              |                       |
| Pojedynek o 7 miejsce     | Pojedynek o 7 miejsce | Pojedynek o 7 miejsce | Pojedynek o 7 miejsce | Pojedynek o 7 miejsce |
| ------------------------- | --------------------- | --------------------- | --------------------- | --------------------- |
| John Morgan               | 4-0 DQ                |                       | Bogdan Daras          |                       |
| Pojedynek o 5 miejsce     |                       |                       |                       |                       |
| Magnus Fredriksson        | 0-2 P0                | 4:26                  | Goran Kasum           |                       |
| Pojedynek o brązowy medal |                       |                       |                       |                       |
| Stig Kleven               | 1-3 PP                | 5-6                   | Kim Sang-gyu          |                       |
| Finał                     |                       |                       |                       |                       |
| Tibor Komáromi            | 1-3 PP                | 1-10                  | Michaił Mamiaszwili   |                       |